# 伊索塔·斯波尔泰利
伊索塔·斯波尔泰利（義大利語：Isotta Sportelli，2000年1月2日—），意大利女子花样游泳运动员，2023年欧洲运动会集体技术自选、集体自由自选银牌得主和集体技巧自选铜牌得主、2023年世界游泳锦标赛集体技术自选银牌得主。